# Ikarus 260T
Ikarus 260Т — опытный высокопольный троллейбус на базе автобуса Ikarus 260 венгерской фирмы Ikarus. Серийно не производился.

## История и эксплуатация

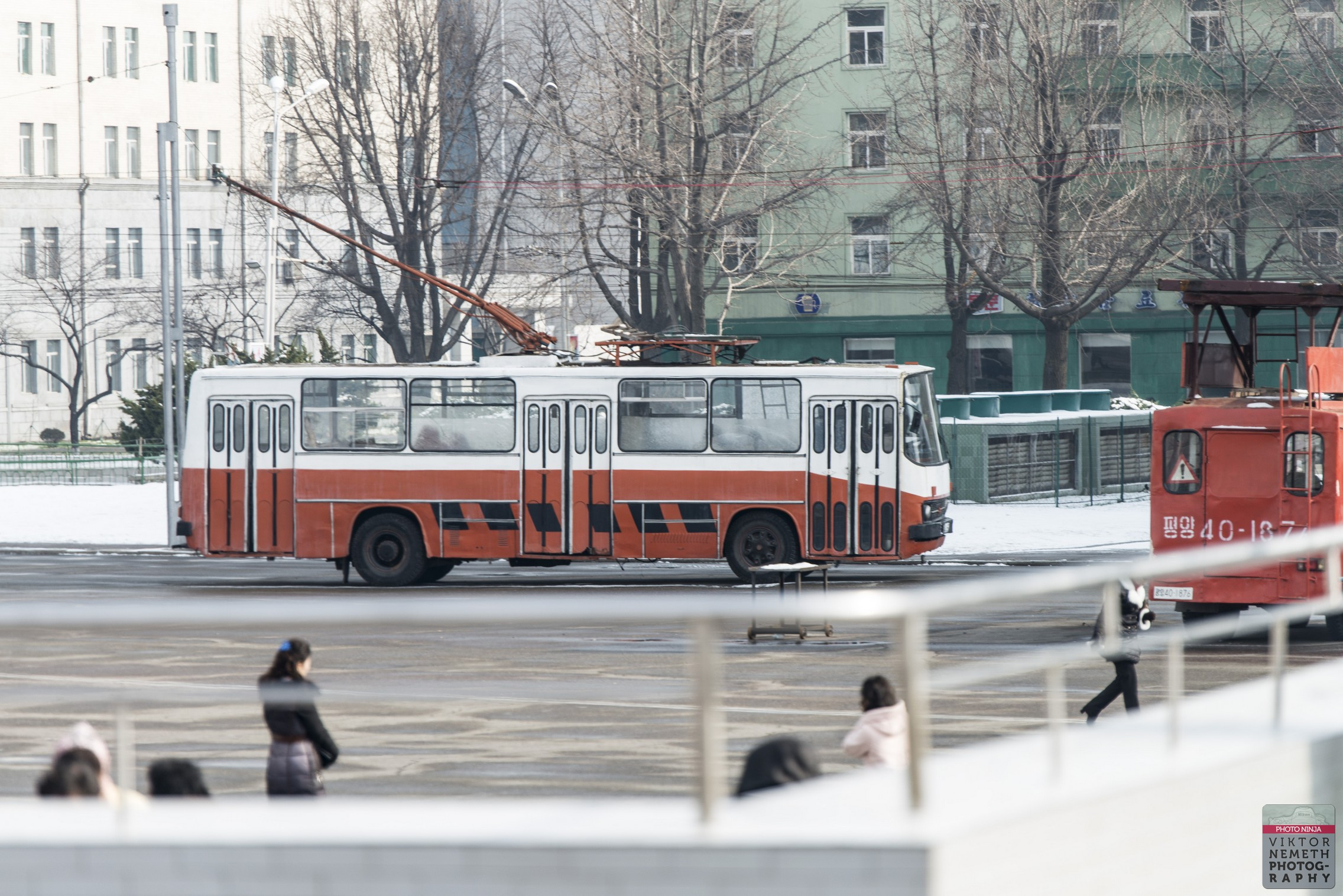
Chollima 951 (Ikarus-260T) в Пхеньяне

Первый экземпляр Ikarus 260Т был выпущен в 1974 году. Имел электрооборудование, идентичное троллейбусу ЗиУ-5. Работал под парковым номером 600 в Будапеште до 1995 года. В 2007 году был восстановлен и передан в музей. Второй экземпляр был построен в кузове автобуса Ikarus 260.02 и имел планетарные двухстворчатые двери, электрооборудование фирмы Ganz, а также оснащался тиристорно-импульсной системой управления. Работал в городе Веймаре до 1992 года. Одной из основных причин отказа от серийного производства Ikarus 260T являлось то, что Советский Союз, будучи одним из лидеров по поставкам техники в страны СЭВ, занимался экспортом более неприхотливой и надёжной в эксплуатации модели троллейбуса ЗиУ-682. Специально для Венгрии завод имени Урицкого поставил в Будапешт крупную партию троллейбусов модификации ЗиУ-682УВ.
В 1993 году в Душанбе силами троллейбусного депо № 2 был сделан собственный вариант троллейбуса Ikarus 260T на базе одного из списанных экземпляров городского автобуса модификации Ikarus 260.37. Электрооборудование было позаимствовано с троллейбуса ЗиУ-682В. Списан в 2007 году.
В том же году в столицу Северной Кореи Пхеньян было экспортировано четыре автобуса Ikarus 260, переделанных затем в троллейбусы Chollima 951 на Пхеньянской троллейбусной фабрике. В конце 2017 года все троллейбусы были отставлены от работы с пассажирами и переведены в резерв, при этом одна из машин перешла в служебное пользование Санхынского троллейбусного парка и занимается развозкой персонала.